# Rhinolophus keyensis
Rhinolophus keyensis — вид рукокрилих родини Підковикові (Rhinolophidae).

## Поширення
Країни поширення: Індонезія, Тимор-Леште. Імовірно, цей вид спочиває в печерах.

## Загрози та охорона
Загрози для цього виду не відомі. Поки не відомо, чи вид присутній в будь-якій з охоронних територій.